# 桂西铁角蕨
桂西铁角蕨（学名：Asplenium tenuifolium var. minor）为铁角蕨科铁角蕨属下的一个变种。

## 扩展阅读
- 維基物種上的相關：桂西铁角蕨